# Garrett Weber-Gale
Garrett Weber-Gale (Stevens Point, Wisconsin, 6 de agosto de 1985) es un nadador estadounidense que obtuvo medalla de oro en los Juegos Olímpicos de Pekín 2008 en la prueba de 4 x 100 m estilo libre y 4 x 100 m combinado.

## Trayectoria
Weber-Gale empezó su carrera en la YMCA en un grupo de nadadores. En 2003 Gale impuso un récord nacional de secundaria en las 100 yardas estilo libre mientras él iba en la Preparatoria Nicolet en un tiempo de 43.49. Él también es tres veces campeón del estado de Wisconsin, dos en espalda y una en estilo libre.
Weber-Gale también es un nadador de segundo tiempo en el Equipo Nacional de Natación de Estados Unidos, en la cual ganó una medalla de oro en los 400 metros libres de relevo en el Campeonato Mundial de Natación en Montreal, Canadá (2005) y otra medalla de oro en Melbourne, Australia (2007).
En 2006, él estaba en la división NCAA de Campeones en los 100 metros estilo libre.  En 2004, Weber-Gale, junto con sus colegas de la Universidad de Texas, Aaron Peirsol, Brendan Hansen y Ian Crocker, obtuvieron el récord mundial en aguas cortas en 400 metros de relevo en un tiempo de 3:25.38. El 2 de julio de 2008, también rompió el récord estadounidense en los 100 metros estilo libre en las pruebas olímpicas de Estados Unidos con 47.78.
El  11 de agosto de 2008, obtuvo una medalla de oro en los  4 x 100 relevo en 47.02 segundos. En las eliminatorias de las competencias de 100 y 50 metros estilo libre obtuvo un tiempo de 47,92 y 21,47 segundos, respectivamente. Durante la competencia él llegó en 21.47 minutos cuyo resultado en 1950 era considerado como un récord estadounidense. Al llegar en 47,78 en las preliminares de 100 metros estilo libre en los Juegos Olímpicos de Pekín 2008, Weber-Gale rompió el récord y se convirtió en el primer nadador en romper los 48 segundos.

## Mejores puntuaciones
Aguas largas:
- 50 estilo libre: 21.47 (récord estadounidense)
- 100 estilo libre: 47.78 (primer estadounidense en romper el récord de los 48 segundos)
- 100 estilo libre de relevo: 47.07
- 200 estilo libre: 1:49.06
- 100 espalda: 56.48

Aguas cortas:
- 50 estilo libre: 21.31
- 100 estilo libre: 46.29

Aguas cortas en yardas:
- 50 estilo libre: 19.16;
- 100 estilo libre: 41.94;
- 200 estilo libre: 1:35.55;
- 100 espalda: 47.33